# Selenov dioksid
Selenov dioksid je anorganska spojina s kemijsko formulo SeO2. Je bela, rumenkasto bela ali rdeča trdnina in ena od najpomembnejših selenovih spojin.

## Lastnosti
Trden selenov dioksid je enodimenzionalen polimer. V verigi se izmenjujejo selenovi in kisikovi atomi. Osnovna gradbena enota verige ima obliko tristrane piramide s selenovim atomom na vrhu in kisikovimi atomi na vogalih osnovne ploskve. Dolžina vezi Se-O v verigi je 179 pm,  dolžina vezi Se=O  pa 162 pm. Plinast selenov dioksid je dimeren in oligomeren, pri zelo visoki temperaturi pa monomeren. Monomer ima upognjeno molekulo, podobno molekuli žveplovega dioksida, z dolžino vezi 161 pm. Vibracijski spekter dimernega selenovega dioksida kaže, da ima obliko centralno simetričnega stolčka. Med raztapljanjem selenovega dioksida v selenovem oksidikloridu nastane trimer [Se(O)O]3.
Molekula monomernega SeO2 je polarna z električnim dipolnim momentom 2,62 D, usmerjenim od razpolovišča razdalje med kisikovima atomoma proti selenovemu atomu. 
Trden SeO2 sublimira. Že zelo majhne koncentracije njegovih par imajo neprijeten vonj po gnilem hrenu. Pri višjih koncentracijah ima vonj po hrenovi omaki. Pri vdihavanju lahko opeče sluznico nosu in grla. Od podobnih dioksidov iz VI. (16.) skupine periodnega sistema elementov razlikuje po tem, da tvori enodimenzionalne polimere, medtem ko je SO2 monomeren, TeO2 pa prostorsko zamrežen polimer.
SeO2 se razvršča med kisle okside. Topen je v vodi in tvori selenasto kislino. Z bazami tvori soli selenite, ki vsebujejo anion SeO2−
3. Za natrijevim hidroksidom na primer tvori natrijev selenit:
SeO2 + 2 NaOH → Na2SeO3 + H2O

## Priprava
Selenov dioksid se lahko pripravi z oksidacijo selena na zraku, raztapljanjem v dušikovi kislini, oksidacijo z vodikovim peroksidom ali, najenostevneje, z dehidracijo selenaste kisline.
3 Se + 4 HNO3 + H2O  → 3 H2SeO3 + 4 NO
2 H2O2 + Se  → SeO2 + 2 H2O
H2SeO3  ⇌  SeO2 + H2O

## Nahajališča
Naravni selenov dioksid (dovnejit) je zelo redek mineral, ki so ga našli samo na zelo redkih gorečih odlagališčih premoga.

## Uporaba

### Organske sinteze
SeO2 je pomemben reagent v organskih sintezah. Z oksidacijo paraaldehida (trimer acetaldehida) s SeO2 nastane glioksal (OCH-CHO), z oksidacijo cikloheksanona pa cikloheksan-1,2-dion. Selenov dioksid se pri tem reducira v selen in obori kot amorfna rdeča vsedlina, ki se zlahka odfiltrira. SeO2 je tudi zelo primeren reagent za alilsko oksidacijo, ki ima za posledico naslednje pretvorbe:
Reakcija se lahko zapiše tudi v naslednji posplošeni obliki:
R2C=CR'-CHR"2 + [O] → R2C=CR'-C(OH)R"2
R, R' in R"so lahko alkilne ali arilne substituente.

### Barvanje stekla
Selenov dioksid rdeča obarva steklo. V zelo majhnih količinah se dodaja za razbarvanje modre barve, ki jo povzročajo kobaltove nečistoče, in steklo postane na videz brezbarvno. Pri večjih odmerkih postane steklo temno rubinasto rdeče.
SeO2 je tudi aktivna komponenta raztopin za hladno bruniranje jekla in toner v fotografskih razvijalcih.

## Varnost
Selen je esencialni element. Zaužitje več kot 5 mg/dan kljub temu povzroči nespecifične simptome.